# ریکی برنز
ریکی برنز (به انگلیسی: Ricky Berens) (زادهٔ ۲۱ آوریل ۱۹۸۸) شناگر اهل ایالات متحده آمریکا است.